# Broscăuți (gmina)
Broscăuți – gmina w Rumunii, w okręgu Botoszany. Obejmuje miejscowości Broscăuți i Slobozia. W 2011 roku liczyła 2928 mieszkańców.